# Матч усіх зірок КХЛ 2010
Матч усіх зірок Континентальної хокейної ліги 2010 — 2-й матч усіх зірок Континентальної хокейної ліги. Проходив 30 січня 2010 року на «Мінськ-Арені» у Мінську, Білорусь. Команда Ягра перемогла Команду Яшина з рахунком 11:8.

## Склади
|                    | Команда Ягра | Команда Яшина |
| ------------------ | --- | --- |
| Тренер:            | Баррі Сміт (СКА) | Андрій Хомутов («Динамо» М) |
| Асистенти тренера: | Карі Хейккіля («Локомотив») Мілош Ржига («Спартак») | В'ячеслав Биков («Салават Юлаєв») Ігор Захаркін («Салават Юлаєв») |
| Старт:             | 31 — Каррі Рямьо («Авангард») 08 — Сандіс Озоліньш («Динамо» Р) 38 — Кевін Даллмен («Барис») 80 — Маттіас Вейнгандль («Динамо» М) 81 — Марцел Госса («Динамо» Р) 92 — Бранко Радівоєвич («Динамо» М) | 20 — Георгій Гелашвілі («Локомотив») 05 — Ілля Нікулін («Ак Барс») 56 — Сергій Зубов (СКА) 25 — Олександр Радулов («Салават Юлаєв») 33 — Максим Сушинський (СКА) 95 — Олексій Морозов («Ак Барс») |
| Резерв:            | 34 — Майкл Гарнетт (ХК МВД) 06 — Лассе Кукконен () 04 — Карел Рахунек («Динамо» М) 16 — Джефф Плетт («Динамо» Мн) 77 — Мартін Штрбак (ХК МВД) 15 — Йозеф Штумпел (Барис Астана) 17 — Кріс Саймон («Витязь») 18 — Вілле Пелтонен («Динамо» Мн) 26 — Їржи Гудлер («Динамо» М) 41 — Патрік Торесен («Салават Юлаєв») 63 — Йозеф Вашичек («Локомотив») 68 — Яромір Ягр («Авангард») К | 31 — Андрій Мезін («Динамо» Мн) 22 — Костянтин Корнєєв (ЦСКА) 27 — Віталій Атюшов («Металург» Мг) 78 — Антон Бабчук («Авангард») 79 — Дмитро Калінін («Салават Юлаєв») 10 — Сергій Мозякін (Атлант Москва) 16 — Денис Паршин (ЦСКА) 18 — Сергій Федоров («Металург» Мг) 19 — Олексій Яшин (СКА) К 23 — Олексій Терещенко («Ак Барс») 25 — Даніс Заріпов («Ак Барс») 42 — Сергій Зинов'єв («Салават Юлаєв») |